# Wołkowo (Polska)
Wołkowo (niem. Wolkow) – osada w Polsce położona w województwie zachodniopomorskim, w powiecie łobeskim, w gminie Radowo Małe. W latach 1818–1945 miejscowość administracyjnie należała do Landkreis Regenwalde (Powiat Resko) z siedzibą do roku 1860 w Resku, a następnie w Łobzie.
W latach 1975–1998 miejscowość administracyjnie należała do województwa szczecińskiego.

## Zabytki
- park dworski, pozostałość po dworze[3]

## Odkrycia archeologiczne
W miejscowości Wołkowo znaleziono skarb z późnej epoki brązu (z V okresu), który można datować na ok. 950/900-750/700 r. p.n.e. Skarb składał się z trzech mieczy wykonanych z brązu: tzw. miecza antenowego i dwóch mieczy z tzw. sztabą do rękojeści. Nie jest znana dokładna lokalizacja oraz rok odkrycia, ale zabytki znaleziono przed 1926 r. Według literatury depozyt zalegał w bagnie, na głębokości dwóch łokci. Miecz antenowy i jeden z mieczy ze sztabą do rękojeści znajduje się w kolekcji Muzeum Narodowego w Szczecinie.